# Atletik under sommer-OL 2024 - 400 meter løb (herrer)
Mændenes 400 meter i atletik ved sommer-OL 2024 blev afholdt på Stade de France fra den 4. til den 7. august 2024.

## Medaljevindere
| Medaljevindere |                      |                  |  |  |  |  |
|                |                      |                  |  |  |  |  |
|                |                      |                  |  |  |  |  |
|                |                      |                  |  |  |  |  |
| Quincy Hall    | Matthew Hudson-Smith | Muzala Samukonga |  |  |  |  |
| USA            | Storbritannien       | Zambia           |  |  |  |  |

## Resultater

### Indledende heats
De indledende heats er planlagt til at blive afholdt den 4. august med start kl. 19:05 (UTC+2) om aftenen.

Kvalifikationsregel: De første 3 i hvert heat (Q) går videre til semifinalerne, alle andre går videre til opsamlingsheatsene (undtagen DNS, DNF, DQ).

#### Heat 1
| Rangering | Bane | Atlet                     | Nation         | Tid   | Noter |
| --------- | ---- | ------------------------- | -------------- | ----- | ----- |
| 1         | 6    | Matthew Hudson-Smith      | Storbritannien | 44.78 | Q     |
| 2         | 3    | Christopher Bailey        | USA            | 44.89 | Q     |
| 3         | 4    | Håvard Bentdal Ingvaldsen | Norge          | 45.46 | Q     |
| 4         | 7    | Chidi Okezie              | Nigeria        | 45.52 |       |
| 5         | 2    | Kentaro Sato              | Japan          | 45.60 |       |
| 6         | 8    | Oleksandr Pohorilko       | Ukraine        | 45.71 |       |
| 7         | 5    | Deandre Watkin            | Jamaica        | 45.97 |       |

#### Heat 2
| Rangering | Bane | Atlet               | Nation             | Tid   | Noter |
| --------- | ---- | ------------------- | ------------------ | ----- | ----- |
| 1         | 6    | Michael Norman      | USA                | 44.10 | Q, SB |
| 2         | 9    | Jereem Richards     | Trinidad og Tobago | 44.31 | Q     |
| 3         | 2    | Busang Kebinatshipi | Botswana           | 44.45 | Q, PB |
| 4         | 8    | Ammar Ibrahim       | Qatar              | 44.66 | PB    |
| 5         | 5    | Sean Bailey         | Jamaica            | 44.68 |       |
| 6         | 4    | Attila Molnár       | Ungarn             | 45.24 |       |
| 7         | 7    | Anthony Zambrano    | Colombia           | 45.49 |       |
| 8         | 3    | Michael Joseph      | Saint Lucia        | 45.69 |       |

#### Heat 3
| Rangering | Bane | Atlet                | Nation    | Tid   | Notes |
| --------- | ---- | -------------------- | --------- | ----- | ----- |
| 1         | 3    | Muzala Samukonga     | Zambia    | 44.56 | Q     |
| 2         | 2    | Bayapo Ndori         | Botswana  | 44.87 | Q     |
| 3         | 8    | Luca Sito            | Italien   | 44.99 | Q     |
| 4         | 5    | Jean Paul Bredau     | Tyskland  | 45.07 |       |
| 5         | 7    | Dylan Borlée         | Belgien   | 45.36 |       |
| 6         | 9    | Yuki Joseph Nakajima | Japan     | 45.37 |       |
| 7         | 6    | Lythe Pillay         | Sydafrika | 45.60 |       |
| 8         | 4    | Matěj Krsek          | Tjekkiet  | 45.71 |       |

#### Heat 4
| Rangering | Bane | Atlet            | Nation                    | Tid   | Noter |
| --------- | ---- | ---------------- | ------------------------- | ----- | ----- |
| 1         | 7    | Quincy Hall      | USA                       | 44.28 | Q     |
| 2         | 5    | Samuel Ogazi     | Nigeria                   | 44.50 | Q, PB |
| 3         | 6    | Reece Holder     | Australien                | 44.53 | Q, PB |
| 4         | 8    | Jonathan Sacoor  | Belgien                   | 45.08 |       |
| 5         | 2    | Alexander Ogando | Den Dominikanske Republik | 45.11 | SB    |
| 6         | 3    | Elián Larregina  | Argentina                 | 47.80 |       |
|           | 4    | Steven Gardiner  | Bahamas                   | DNS   |       |

#### Heat 5
| Rangering | Bane | Atlet                        | Nation    | Tid   | Noter |
| --------- | ---- | ---------------------------- | --------- | ----- | ----- |
| 1         | 6    | Kirani James                 | Grenada   | 44.78 | Q     |
| 2         | 8    | Christopher Morales Williams | Canada    | 44.96 | Q     |
| 3         | 9    | Aruna Darshana               | Sri Lanka | 44.99 | Q, PB |
| 4         | 4    | Zakithi Nene                 | Sydafrika | 45.01 |       |
| 5         | 7    | Leungo Scotch                | Botswana  | 45.28 |       |
| 6         | 3    | Lionel Spitz                 | Schweiz   | 45.81 |       |
| 7         | 5    | Lucas Carvalho               | Brasilien | 45.85 |       |
| 8         | 2    | Davide Re                    | Italien   | 46.74 |       |

#### Heat 6
| Rangering | Bane | Atlet                | Nation         | Tid   | Noter |
| --------- | ---- | -------------------- | -------------- | ----- | ----- |
| 1         | 5    | Charlie Dobson       | Storbritannien | 44.96 | Q     |
| 2         | 7    | Alexander Doom       | Belgien        | 45.01 | Q     |
| 3         | 3    | Jevaughn Powell      | Jamaica        | 45.12 | Q     |
| 4         | 9    | João Coelho          | Portugal       | 45.35 | SB    |
| 5         | 2    | Cheikh Tidiane Diouf | Senegal        | 45.59 |       |
| 6         | 8    | Fuga Sato            | Japan          | 46.13 |       |
| 7         | 4    | Gilles Biron         | Frankrig       | 46.19 |       |
|           | 6    | Zablon Ekwam         | Kenya          | DNF   |       |

### Opsamlingsheats
Opsamlingsheatsene var planlagt til at blive afholdt den 5. august med start kl. 11:20 (UTC+2) om morgenen.

Kvalifikationsregel: Først i hvert Repechage-heat (Q) og de næste 2 hurtigste (q) går videre til semifinalerne.

#### Heat 1
| Rangering | Bane | Atlet           | Nation    | Tid   | Noter |
| --------- | ---- | --------------- | --------- | ----- | ----- |
| 1         | 4    | Elián Larregina | Argentina | 45.36 | Q     |
| 2         | 8    | Gilles Biron    | Frankrig  | 45.87 |       |
| 3         | 3    | Lucas Carvalho  | Brasilien | 46.24 |       |
|           | 7    | Davide Re       | Italien   | DNS   |       |
|           | 2    | Jonathan Sacoor | Belgien   | DNS   |       |
|           | 6    | Fuga Sato       | Japan     | DNS   |       |
|           | 5    | Deandre Watkin  | Jamaica   | DNS   |       |

#### Heat 2
| Rangering | Bane | Atlet                | Nation                    | Tid   | Noter |
| --------- | ---- | -------------------- | ------------------------- | ----- | ----- |
| 1         | 5    | Lythe Pillay         | Sydafrika                 | 45.40 | Q     |
| 2         | 7    | Matěj Krsek          | Tjekkiet                  | 45.53 | PB    |
| 3         | 3    | Oleksandr Pohorilko  | Ukraine                   | 45.59 |       |
| 4         | 6    | Michael Joseph       | Saint Lucia               | 45.64 |       |
| 5         | 4    | Chidi Okezie         | Nigeria                   | 45.92 |       |
|           | 2    | Yuki Joseph Nakajima | Japan                     | DNS   |       |
|           | 8    | Alexander Ogando     | Den Dominikanske Republik | DNS   |       |

#### Heat 3
| Rangering | Bane | Atlet            | Nation    | Tid   | Noter |
| --------- | ---- | ---------------- | --------- | ----- | ----- |
| 1         | 4    | Zakithi Nene     | Sydafrika | 44.81 | Q     |
| 2         | 6    | Leungo Scotch    | Botswana  | 45.33 | q     |
| 3         | 3    | Attila Molnár    | Ungarn    | 45.45 |       |
| 4         | 5    | Lionel Spitz     | Schweiz   | 45.51 |       |
|           | 8    | Kentaro Sato     | Japan     | DNS   |       |
|           | 7    | Anthony Zambrano | Colombia  | DNS   |       |

#### Heat 4
| Rangering | Bane | Atlet                | Nation   | Tid   | Noter  |
| --------- | ---- | -------------------- | -------- | ----- | ------ |
| 1         | 3    | Ammar Ibrahim        | Qatar    | 44.77 | Q      |
| 2         | 8    | Cheikh Tidiane Diouf | Senegal  | 45.03 | q, =PB |
| 3         | 3    | Jean Paul Bredau     | Tyskland | 45.40 |        |
| 4         | 7    | Dylan Borlée         | Belgien  | 45.51 |        |
| 5         | 4    | João Coelho          | Portugal | 45.64 |        |
|           | 5    | Sean Bailey          | Jamaica  | DNF   |        |

### Semifinaler
Semifinalerne var planlagt til at blive afholdt den 6. august med start kl. 19:35 (UTC+2) om aftenen.

Kvalifikationsregel: De første 2 i hvert heat (Q) og de næste 2 hurtigste (q) går videre til finalen.

#### Semifinale 1
| Rangering | Bane | Atlet                     | Nation             | Tid     | Noter |
| --------- | ---- | ------------------------- | ------------------ | ------- | ----- |
| 1         | 5    | Quincy Hall               | USA                | 43.95   | Q     |
| 2         | 7    | Jereem Richards           | Trinidad og Tobago | 44.33   | Q     |
| 3         | 4    | Busang Kebinatshipi       | Botswana           | 44.43   |       |
| 4         | 8    | Charlie Dobson            | Storbritannien     | 44.48   | PB    |
| 5         | 3    | Ammar Ibrahim             | Qatar              | 44.63   | PB    |
| 6         | 2    | Cheikh Tidiane Diouf      | Senegal            | 44.94   | NR    |
| 7         | 9    | Håvard Bentdal Ingvaldsen | Norge              | 45.60   |       |
| 8         | 6    | Alexander Doom            | Belgien            | 1:55.10 |       |

#### Semifinale 2
| Rangering | Bane | Atlet              | Nation    | Tid   | Noter    |
| --------- | ---- | ------------------ | --------- | ----- | -------- |
| 1         | 8    | Kirani James       | Grenada   | 43.78 | Q, SB    |
| 2         | 5    | Muzala Samukonga   | Zambia    | 43.81 | Q, NR    |
| 3         | 6    | Christopher Bailey | USA       | 44.31 | q, PB    |
| 4         | 7    | Bayapo Ndori       | Botswana  | 44.43 |          |
| 5         | 9    | Luca Sito          | Italien   | 45.01 |          |
| 6         | 2    | Elián Larregina    | Argentina | 45.02 |          |
| 7         | 3    | Lythe Pillay       | Sydafrika | 45.24 |          |
|           | 4    | Aruna Darshana     | Sri Lanka | DQ    | TR17.2.3 |

#### Semifinale 3
| Rangering | Bane | Atlet                        | Nation         | Tid   | Noter |
| --------- | ---- | ---------------------------- | -------------- | ----- | ----- |
| 1         | 7    | Matthew Hudson-Smith         | Storbritannien | 44.07 | Q     |
| 2         | 6    | Michael Norman               | USA            | 44.26 | Q     |
| 3         | 5    | Samuel Ogazi                 | Nigeria        | 44.41 | q, PB |
| 4         | 9    | Jevaughn Powell              | Jamaica        | 44.91 |       |
| 5         | 4    | Reece Holder                 | Australien     | 44.94 |       |
| 6         | 3    | Zakithi Nene                 | Sydafrika      | 45.06 |       |
| 7         | 2    | Leungo Scotch                | Botswana       | 45.16 |       |
| 8         | 8    | Christopher Morales Williams | Canada         | 45.25 |       |

### Finale
Finalen var planlagt til at blive afholdt den 7. august med start kl. 21:20 (UTC+2) om aftenen
| Rangering | Bane | Atlet                | Nation             | Tid   | Noter  |
| --------- | ---- | -------------------- | ------------------ | ----- | ------ |
| 1         | 8    | Quincy Hall          | USA                | 43.40 | PB, WL |
| 2         | 6    | Matthew Hudson-Smith | Storbritannien     | 43.44 | AR     |
| 3         | 7    | Muzala Samukonga     | Zambia             | 43.74 | NR     |
| 4         | 9    | Jereem Richards      | Trinidad og Tobago | 43.78 |        |
| 5         | 5    | Kirani James         | Grenada            | 43.87 |        |
| 6         | 2    | Christopher Bailey   | USA                | 44.58 |        |
| 7         | 3    | Samuel Ogazi         | Nigeria            | 44.73 |        |
| 8         | 4    | Michael Norman       | USA                | 45.62 |        |